# Ленкі (Седлецький повіт)
Ленкі (пол. Łęki) — село в Польщі, у гміні Котунь Седлецького повіту Мазовецького воєводства.
Населення — 115 осіб (2011).
У 1975-1998 роках село належало до Седлецького воєводства.

## Демографія
Демографічна структура станом на 31 березня 2011 року:
|          | Загалом | Допрацездатний вік | Працездатний вік | Постпрацездатний вік |
| -------- | ------- | ------------------ | ---------------- | -------------------- |
| Чоловіки | 56      | 9                  | 39               | 8                    |
| Жінки    | 59      | 8                  | 37               | 14                   |
| Разом    | 115     | 17                 | 76               | 22                   |